# Petrogale persephone
Petrogale persephone е вид бозайник от семейство Кенгурови (Macropodidae). Видът е застрашен от изчезване.

## Разпространение
Разпространен е в Австралия (Куинсланд).